# Муджахидини в Босна
Босненските муджахидини са мюсюлмански доброволци от целия свят (предимно от Близкия изток), участвали на страната на босненските мюсюлмани по време на Войната в Босна и Херцеговина от 1992 – 1995 г.
Те пристигат в Босна с цел да помагат на босненските мюсюлмани, които по това време са подложени на нападения от страна на сърби и хървати в различни части на страната.
Някои от муджахидините в Босна са хуманитарни работници по време на войната (например Абу Хамза, един от водачите), други са престъпници избягали в Босна и станали войници, а трети са считани за закононарушители, защото са навлезли нелегално в държавата.
Броят на мюсюлманските доброволците в Босна е спорен – от 300 до 1500 муджахидини. Според проучване на радио Свободна Европа, броят на всичките доброволците е неизвестен, но броят на доброволците, влезли в страната легално, е около 400.